# Misión de Observación de las Naciones Unidas en El Salvador
Die Misión de Observación de las Naciones Unidas en El Salvador (deutsch: Beobachtermission der Vereinten Nationen in El Salvador, ONUSAL) basierte auf der UN-Resolution 693 vom 20. Mai 1991 und war von Juli 1991 bis April 1995 in El Salvador eingesetzt.
Ziel des UN-Mandats war die Überwachung der Umsetzung des Abkommens der Regierung El Salvadors und der Rebellengruppe FMLN, das einen 12 Jahre dauernden Bürgerkrieg beendete.
Geführt wurde der Einsatz vom Hauptquartier in San Salvador. Sonderbeauftragter des Generalsekretärs und Leiter der Mission war von Juli 1991 bis März 1993 Iqbal Riza aus Pakistan, von April 1993 bis März 1994 Augusto Ramírez-Ocampo aus Kolumbien und von April 1994 bis September 1995 Enrique ter Horst aus Venezuela, der ab September durch Ricardo Virgil aus Peru abgelöst wurde, da er selbst diese Funktion für die MINUSAL-Mission ab September 1995 übernahm. Oberster Militärbeobachter war der spanische Brigadegeneral Víctor Suanzes Pardo. Für die polizeidienstliche Komponente war von März 1992 bis April 1994 General Homero Vaz Bresque aus Uruguay und von Mai 1994 bis März 1995 Comisario Principal Alfredo Carballo aus Spanien. 
Die personelle Gestellung der Truppe erfolgte durch Argentinien, Brasilien, Chile, Ecuador, Frankreich, Guyana, Indien, Irland, Italien, Kanada, Kolumbien, Mexiko, Norwegen, Österreich, Schweden, Spanien und Venezuela. Während der Mission kamen drei zivile Polizeibeobachter und zwei weitere zivile Mitarbeiter von ONUSAL ums Leben.